# Hydrolabile Pflanze
Hydrolabile Pflanzen lassen im Vergleich zu hydrostabilen Pflanzen größere Schwankungen ihres Wassergehalts zu. Dies kann im Extremfall zur völligen Austrocknung führen. Zu den hydrolabilen Pflanzen zählen neben den wechselfeuchten (poikilohydren) Pflanzen auch viele krautige Sumpfpflanzen. 
Die typischen Vertreter von hydrolabilen Pflanzen sind Algen, Flechten, einige Moose und wenige Farne.
Bei den höheren Pflanzen gibt es häufig hydrolabile Stadien. So sind zum Beispiel Pollenkörner oder Samen hydrolabile Stadien von hydrostabilen Arten. Diese Arten werden unter dem Sammelbegriff „Auferstehungspflanzen“ (resurrection plants) zusammengefasst. Bei Austrocknung werden die Lebensprozesse fast vollständig abgeschaltet. Erst bei genügender Wasserversorgung werden sie in kürzester Zeit reaktiviert. So können diese Pflanzen jahrelange Trockenperioden überstehen.